# 데이비 리처즈
데이비 리처즈(Davey Richards)는 본명은 웨슬리 데이비드 데이비 리처즈(Wesley David Davey Richards, 1983년 3월 1일 ~ )이다. 미국의 남자 프로레슬링선수이다. 키는 172cm 몸무게는 92kg이다.

## 수상

### TNA
- TNA 월드 태그팀 챔피언 5회

### ROH
- ROH 월드 헤비웨이트 챔피언 1회
- ROH 월드 태그팀 챔피언 2회